# Du feu sous la cendre
Du feu sous la cendre (titre original : California Fire and Life) est un roman policier de Don Winslow publié en 1999 aux États-Unis puis traduit en français et publié en 2002.

## Résumé
Il y a douze ans, Jack Wade travaillait dans la police du Comté d'Orange de Californie comme inspecteur chargé d’enquêter sur les incendies. Mais lors d'un procès pour un incendie criminel, il a fait un faux témoignage afin de sauver la vie d'un témoin dont le salut résidait dans la condamnation de Kazzy Azmekian, un mafieux arménien. Mais son collègue de l'époque, Brian Bentley, l'a contredit. Le témoin a été assassiné peu après, Kazzy Azmekian a été acquitté et Jack Wade a été renvoyé des services de police. Sans travail, il s'est laissé complètement aller, a sombré dans l'alcoolisme et s'est séparé de Letty del Rio, policière également, car il savait qu'elle voulait des enfants et il ne pouvait pas en assumer dans son état. Peu après, Billy Hayes, chef de la division remboursement des assurances La Californienne d'Incendies, lui a proposé de l'engager comme expert en incendie. Son travail : enquêter sur des incendies afin de dénicher les assurés ayant volontairement mis le feu à leurs habitations. Jack a accepté.
Douze années plus tard, pendant lesquelles Jack s'est donné à fond dans on travail, il est devenu un expert respecté dans la même compagnie d'assurance et Billy est toujours son chef. Un matin, il est appelé pour visiter une maison qui vient tout juste de brûler et dans laquelle la maîtresse de maison, Pamela Vale, a péri durant l'incendie. Heureusement, ses deux enfants, Michael et Natalie, étaient avec leur père Nicky chez la mère de ce dernier, Natalie Valeshin, le couple étant en instance de divorce. Brian Bentley est le policier chargé d'étudier l'affaire et il penche immédiatement pour un incendie accidentel. Jack, de son côté, découvre assez vite des indices laissant présumer d'un incendie volontaire. Dès lors, le décès de Pamela Vale apparaît de facto comme non accidentel. Durant son enterrement, Jack découvre que son ancienne compagne, Letty del Rio, est la demi-sœur de Pamela. Cet évènement tragique leur permet de renouer contact et Letty dévoile à Jack sa certitude que sa belle-sœur a été assassinée par son mari. Cette dernière lui avait en effet relaté les menaces de mort que son mari avaient proférées à son encontre à plusieurs reprises. Elle tient à faire condamner Nicky Vale et surtout elle veut absolument récupérer la garde de ses deux neveux.
Jack va enquêter sur Nicky et découvrir petit à petit que ses finances sont dans un état catastrophique et que la somme qu'il récupérerait de l'assurance de sa maison ainsi que de l'assurance-vie de sa femme lui permettrait de rééquilibrer ses comptes. En parallèle, Jack et Letty se rapproche et renoue leur relation passée. Jack pense avoir réuni suffisamment de preuves que aborder un procès en confiance. Mais lors d'une première confrontation préalable au procès, les comptes de Nicky sont redevenus sains, Brian Bentley réaffirme que l'enquête de police a conclu à un incendie accidentel et surtout le faux témoignage de Jack douze ans plus tôt est porté à la connaissance de tous. La culpabilité de Nicky Vale est balayée et ce dernier attaque l'employeur de Jack pour mauvaise-foi et demande cinquante millions de dollars.
Complètement désabusé, Jack veut démissionner et quitter à nouveau Letty. Mais celle-ci parvient à le persuader de ne pas reproduire la même erreur que douze ans auparavant. Peu après, son enquête du moment, la disparition de deux jeunes vietnamiens, lui permet de découvrir l'implication de Nicky Vale dans de nombreux trafics illicites. Cette preuve pourraient facilement permettre de faire condamner Nicky et ce dernier accepte de laisser la garde de ses enfants à Letty pour acheter son silence ainsi que celui de Jack.

## Éditions
- California Fire and Life, Alfred A. Knopf, 15 juin 1997, 352 p.  (ISBN 978-0-679-45431-1)
- Du feu sous la cendre, Belfond, 7 mars 2002, trad. Oristelle Bonis, 392 p.  (ISBN 2-7144-3707-9)
- Du feu sous la cendre, Pocket, coll. « Thriller » no 11787, 2 décembre 2004, trad. Oristelle Bonis, 582 p.  (ISBN 2-266-12824-8)
- Du feu sous la cendre,  HarperCollins, coll. « Poche » no 80, 6 mars 2019, trad. Oristelle Bonis, 576 p.  (ISBN 979-10-339-0548-6)
- Du feu sous la cendre,  HarperCollins, coll. « Poche » no 103, 27 mai 2020, trad. Oristelle Bonis, 576 p.  (ISBN 979-10-339-0458-8)